# 贾斯廷·特鲁多—菲德尔·卡斯特罗阴谋论
在贾斯廷·特鲁多担任总理期间，出现了一种声称他是菲德尔·卡斯特罗的私生子的阴谋论。该说法曾被唐纳德·特朗普以及一些假新闻网站宣传。阴谋论者指出特鲁多与卡斯特罗在外貌上的相似之处，以及特鲁多同样曾任加拿大总理的父亲皮埃尔曾多次访问古巴。然而实际上皮埃尔·特鲁多直到1976年才首次访问古巴，而贾斯廷早在1971年就已出生。

## 起源
2016年11月菲德尔·卡斯特罗去世后，贾斯廷·特鲁多办公室发表声明称卡斯特罗是一个‘有争议的人物’，并表示‘无论是支持者还是反对者，都认可他对古巴人民的巨大奉献和深厚感情，而古巴人民也对他怀有深切而持久的敬意’。该声明因被认为过于支持卡斯特罗而引发了人们的愤怒。此后在如Reddit子版块r/The_Donald等挺特朗普的网络社区中，这一话题逐渐演变为两人存在血缘关系的说法。

## 进一步蔓延
在2022年反对特鲁多政府防疫政策的加拿大卡车车队抗议期间，该阴谋论进一步引发关注。美國總統唐纳德·特朗普2024年在接受主播阿登·罗斯采访时表示，这一阴谋论“可能是真的”，因为“这个世界一切皆有可能”。

## 与阴谋论相矛盾的证据
有大量证据反驳这一阴谋论，包括皮埃尔和玛格丽特·特鲁多在贾斯廷出生后才访问古巴的事实。此外还有文件记录显示，玛格丽特怀有贾斯廷·特鲁多时全家人均在加拿大。